# 中央广播电视总台台海之声
中央广播电视总台台海之声（英語：CMG Cross-Strait Radio）是中央人民廣播電台第五套節目，频率定位是对台湾地区广播的综合频率，现时属于中央广播电视总台港澳台节目中心。

## 历史
1954年8月15日，“中央人民广播电台对台湾（省）广播第一套节目”启播，启播初期采用《思乡曲》作为频率开始曲。1966年文化大革命爆发后开始曲改为使用《东方红》，后期分拆为两套节目。
1999年2月26日，随着中央人民广播电台迁入新办公大楼，该频率开始曲改为与中央人民广播电台其他频率一样使用前六个音符的编钟版《义勇军进行曲》。
2003年12月29日早晨8:55分起，该频率改版并更名改为“中央人民广播电台中华之声”，当时每天播音2次（8:55-14:15/17:55-次日早晨8:05）。
2009年8月10日起，中华之声改版并取消播放开始曲。
2010年10月20日起，该频率和神州之声同时调整播音时间。
2021年3月24日凌晨1:00，原中华之声全天节目结束后，改为播出台海之声结束曲《在银色的月光下》，标志着中华之声正式改版并更名为“中央广播电视总台台海之声”。

## 发射站
广电总局在福建沿海建有中波中继站，主要转播台海之声和神州之声的节目，最大单机发射机功率为1,200千瓦（中波549kHz），为亚洲功率第二大的中波发射台，可覆盖台湾全岛、大陆东南沿海地区。另外位于北京的491短波发射台也用短波定向天线，使用短波向台湾转播台海之声和神州之声的节目，发射功率100千瓦，发射角度为163度。在福建还有两个调频信号发射塔，分别位于福州、厦门，对外岛马祖、金门广播。

## 播出时间和频率
以下未特别标注时间者均为每天4:55-次日1:05发射。
- 调频：
  - 福州、莆田和泉州东部沿海部分地区及马祖：FM102.3兆赫（福州鼓樓區的104广播电视发射台发射，功率3kW）
  - 厦门、漳州、泉州南部地区及金门：FM94.9兆赫（厦门思明区狐尾山的厦门广播电视集团203台发射，功率3kW）
- 中波：
  - MW549千赫（莆田涵江區後郭村的广电总局824台发射，功率1200kW）
  - MW765千赫（福州琅岐島的广电总局552台发射，功率600kW）
  - MW837千赫（泉州惠安縣張坂鎮的广电总局641台发射，功率1000kW）
  - MW1116千赫（南平邵武市的广电总局751台发射，功率600kW，每天4:55-6:30、17:55-次日1:05发射）
- 短波：
  - 时间(UTC+8)：频率（千赫兹）
  - 04:55-07:00 5925、7385、9665
  - 07:00-08:00 5925、9665、11935
  - 08:00-17:00 9685、11620、11935
  - 17:00-18:00 7385、9685、11620
  - 18:00-01:05 5925、7385、9665

## 主要節目
| 04:55 | 开始曲、预告节目       |
| 05:00 | 流行乐歌单             |
| 06:00 | 音乐小聚蛋（重播）     |
| 08:00 | 朝闻两岸               |
| 08:30 | 两岸开讲               |
| 09:00 | 趣旅行                 |
| 10:00 | 两岸好生活             |
| 11:00 | 流行乐歌单（重播）     |
| 12:00 | 聚焦台海               |
| 12:30 | 两岸开讲（重播）       |
| 13:00 | 华夏原创金曲榜         |
| 14:00 | 根脉中华               |
| 15:00 | 艺文两厅苑             |
| 16:00 | 音乐小聚蛋             |
| 18:00 | 趣旅行（重播）         |
| 19:00 | 两岸观潮               |
| 20:00 | 根脉中华（重播）       |
| 21:00 | 艺文两厅苑（重播）     |
| 22:00 | 华夏原创金曲榜（重播） |
| 23:00 | 两岸好生活（重播）     |
| 00:00 | 流行乐歌单（重播）     |
| 01:00 | 结束曲、预告节目       |

## 争议事件
2021年3月24日，由中华之声改版而来的台海之声开播，同时正式启动新媒體平台「看台海」。台湾艺人歐陽娜娜、張韶涵等人為「台海之聲」錄製預告片。3月25日，中华民国大陆委员会發言人邱垂正表示台灣藝人參加錄製“對台統戰”宣傳影片「實有不妥」，并表示，政府會持續瞭解個案具體情形，如有違法情事，將依法查處。翌日，中央广播电视总台港澳台节目中心发言人应询答记者问时表示“奉劝民进党当局回归理智，收起威胁恐吓那一套，多做一些有益海峡两岸融合发展的善事”。
2023年起，台湾的官方电台漢聲廣播電台在FM 94.9MHz设立广播以干扰台海之声的广播信号。由于功率较小，其干扰信号仅覆盖金门及周边地区，对台湾本岛影响较少。而中波549千赫和837千赫方面，台湾则是以同频播放空载信号的方式进行干扰。而在马祖地区，台湾方面则采用同频播放噪音或者无声空载信号的方式干扰在福州发射的台海之声和神州之声的调频信号。

## 外部連結
- 你好台灣網（页面存档备份，存于）
- 中央广播电视总台“看台海”的新浪微博